# SH706ie
FOMA SH706ie（フォーマ・エスエイチ なな まる ろく アイ イー）は、シャープによって開発された、NTTドコモの第三世代携帯電話 (FOMA) 端末である。
706iシリーズでは、「拡大もじ」などに対応しつつ、らくらくホンのような機能の絞込みがないie系がラインナップされているが、当機種はそのうちの一つで、SH705iIIの後継機種に当たる。L706ieから順次発売してきたie系列は当機種で4機種すべてが出揃うことになる。機種名の最後の英字であるeとはenjoyやeasyを意味する。

## 概要
2つのマイクで周囲の人の声や雑音と、自分の声を区別し、雑音の少ないクリアな声をはっきり伝えられる「ノイズリダクション機能」、相手の声を抽出・強調し聞き取りやすくする「エンハンス機能」、相手からの音声を拾い、自分の声と混ざってしまうエコーを抑える「エコーキャンセル機能」を組み合わせた「トリプルくっきりトーク」でクリアな音質を実現し、リアルタイムで相手の声がゆっくり聞こえやすくなる「スロートーク」で聞き取りやすくした。
サブウィンドウは特大時計表示に対応する0.8インチ白色有機ELディスプレイ、ボタンは見やすいフォントデザインを採用、適度にボタン間隔をあけ、本体からわずかに飛び出させる設計にしたことで、視認性と操作性を両立させた。また、文字サイズはSH705iより一回り大きい24ドットで太さは極太に設定。メニューも大きくて見やすい「Largeメニュー」とした。また、カメラを利用したルーペ機能も搭載する。
もちろん、ワンセグやオートフォーカス付高画質カメラ、名刺リーダを搭載するなど機能も充実している。
| 主な対応サービス           | 主な対応サービス                    | 主な対応サービス           | 主な対応サービス                                |
| -------------------------- | ----------------------------------- | -------------------------- | ----------------------------------------------- |
| DCMX／おサイフケータイ     | うた・ホーダイ                      | 着うたフル／着うた         | デジタルオーディオプレーヤー(AAC)(SDオーディオ) |
| 直感ゲーム／メガiアプリ    | Music&Videoチャネル／ビデオクリップ | 3Gローミング（WORLD WING） | プッシュトーク                                  |
| FOMAハイスピード           | GPS／ケータイお探し                 | デコメール／デコメ絵文字   | iチャネル                                       |
| 着もじ                     | テレビ電話／キャラ電                | 電話帳お預かりサービス     | フルブラウザ                                    |
| おまかせロック／バイオ認証 | 外部メモリーへiモードコンテンツ移行 | トルカ                     | iC通信／iCお引越しサービス                      |
| きせかえツール／マチキャラ | バーコードリーダ／名刺リーダ        | 2in1                       | エリアメール                                    |

1. ↑  「しゃべる」には非対応。また、インカメラ（サブカメラ）非搭載の為「体を動かす」を中心とした一部コンテンツにも非対応。
2. ↑  外側のカメラを利用して、自画像を送信することは可能（相手の顔を見ながら、自画像を送信することは不可）。
3. ↑  BモードのメールはWebメールとなる。

### プリインストールiアプリ
- 直感♪プレーパーク
- アバターメーカー for SH
- 地図アプリ
- Gガイド番組表リモコン
- 楽オク出品アプリ2
- iD設定アプリ
- DCMXクレジットアプリ
- iアプリバンキング

### ワンセグ機能
- 外部メモリ（microSD）への録画
- マルチウィンドウ

## 歴史
- 2008年5月27日 - F906i・F706i・N906i・N906iμ・N906iL・N706i・N706ie・P906i・P706ie・P706iμ・SH906i・SH906iTV・SH706i・SH706ie・SH706iw・SO906i・SO706i・L706ie・NM706iの開発を発表。
- 2008年6月13日 - 電気通信端末機器審査協会 (JATE) 通過
- 2008年8月19日 - 発売開始